# Леруа, Леон
Лео́н Леруа́ (фр. Léon Leroy; ум. 1979, Вирофле, департамент Ивелин) — французский флейтист и музыкальный педагог.
В 1946 г. единогласным решением жюри был удостоен первой премии Международного конкурса исполнителей в Женеве. На протяжении многих лет первая флейта Филармонического оркестра Радио Франции (l'ORTF).
Последние десять лет жизни (1969-1979) провёл в городке Вирофле недалеко от Версаля по адресу 31 Rue Rieussec,  преподавая в городской консерватории. После смерти Леруа один из залов консерватории был назван его именем.